# 필야정
필야정((必也亭)은 1886년 3월에 초남정(楚男亭)으로 설립, 1919년 필야정으로 개칭되고, 2006년 현 위치인 정읍체육공원으로 이전된 국궁장이다. 전북특별자치도 정읍시 상평동 산19-6에 위치하고 있다.

## 관련 문화재
《필야정 시지》는 호남4군 연합궁술경기회가 주관한 대회에서 한지를 길게 이어 붙여 모든 사람이 볼 수 있도록 한 것으로, 어느 고을 소속, 누가, 몇 발을 명중했는지를 기록한 것이다. 2012년 8월 13일 대한민국의 등록문화재 제502호로 지정되었다.
이 중 한장에는 병자년 윤삼월이십일(丙子年閏三月二十日)이라고 기록되어 1936년에 작성한 시지임을 알 수 있다.
필야정 시지는 전통스포츠로서 국궁의 진행 방법과 기록방식에 대한 변천과정을 살펴볼 수 있는 유물이다

## 같이 보기
- 한국의 국궁장 목록